# بولتون (تشيشير)
بولتون (بالإنجليزية: Poulton, Cheshire)‏ هي قرية و أبرشية مدنية تقع في المملكة المتحدة في إنجلترا.  يقدر عدد سكانها بـ 92 نسمة .